# Скурыгин, Герман Анатольевич
Ге́рман Анато́льевич Скуры́гин (15 сентября 1963, Вутно, Удмуртия, СССР — 28 ноября 2008, Ижевск, Россия) — российский легкоатлет, серебряный призёр чемпионата мира. Заслуженный мастер спорта России.
Обладатель национальных рекордов в двухчасовой ходьбе, ходьбе на 30 000 и 35 000 метров.

## Карьера
Первым чемпионатом для Германа стало первенство мира в 1993 году. В ходьбе на 50 километров он занял 22-е место. В 1999 Скурыгин пришёл к финишу первым на чемпионате мира, однако из-за нарушения антидопинговых правил через два года его дисквалифицировали и отдали золото итальянцу Ивано Брунетти.
9 сентября 2001 года Герман установил три национальных рекорда: в двухчасовой ходьбе, ходьбе на 30 000 и 35 000 метров на Кубке России.

## Смерть
Скончался из-за остановки сердца.